# Scutigera sinuata
Scutigera sinuata är en mångfotingart som beskrevs av Haase 1887. Scutigera sinuata ingår i släktet Scutigera och familjen spindelfotingar. Inga underarter finns listade i Catalogue of Life.